# (789) Lena
(789) Lena ist ein Asteroid des Hauptgürtels, der am 24. Juni 1914 vom russischen Astronomen Grigori Nikolajewitsch Neuimin in Simejis entdeckt wurde.
Der Asteroid ist der Mutter des Entdeckers, Elena Petrowna Neuimina (1860–1942), gewidmet.